# توماس جاميسون ماك برايد
توماس جاميسون ماك برايد (بالإنجليزية: Thomas Jamison MacBride)‏ (و. 1914 – 2000 م)هو محامي، وقاضي من الولايات المتحدة الأمريكية .

## الخدمة العسكرية
خدم في بحرية الولايات المتحدة.